# Loren Dean
Loren Dean (ur. 31 lipca 1969 w Las Vegas w stanie Nevada, USA) – amerykański aktor.

## Wybrana filmografia
- 1991: Billy Bathgate
- 1992: 1492. Wyprawa do raju
- 1995: Apollo 13
- 1997: Gattaca – szok przyszłości
- 1997: Koniec przemocy
- 1998: Wróg publiczny
- 2000: Kosmiczni kowboje